# 도미니크 얀선
도미니크 요하나 아나 얀선(네덜란드어: Dominique Johanna Anna Janssen, 과거 성씨: 블러드워스(Bloodworth), 1995년 1월 17일 ~ )은 네덜란드의 여자 축구 선수이다. 포지션은 수비수이며, 현재 독일의 VfL 볼프스부르크 소속이다.

## 클럽 경력
RKsv 비텐호르스트 산하 청소년 클럽에서 데뷔했으며 2013년 여름에 독일 프라우엔-분데스리가 소속 클럽인 SGS 에센에 입단했다. 2013년 9월 8일에 열린 BV 클로펜부르크와의 경기에서 처음 출전했는데 에센은 이 경기에서 3-3 무승부를 기록했다. 2013년 11월 3일에 열린 호펜하임과의 경기에서 자신의 프라우엔-분데스리가 첫 골을 기록했고 에센은 이 경기에서 5-1 승리를 기록하게 된다.
2015년에는 잉글랜드 FA 여자 슈퍼리그 소속 클럽인 아스널 WFC로 이적했다. 아스널은 2015년 FA WSL컵 결승전에서 노츠 카운티를 3-0으로 누르고 우승을 차지했고 2016년 FA 여자컵 결승전에서 첼시를 1-0으로 누르고 우승을 차지했다. 2018-19 시즌이 종료된 이후에는 독일 프라우엔-분데스리가 우승 팀인 VfL 볼프스부르크로 이적했다.

## 국가대표 경력
2010년 3월 17일에 네덜란드 여자 U-15 축구 국가대표팀에 처음으로 소집되었으며 2012년 UEFA U-17 여자 축구 선수권 대회 예선에서 네덜란드 여자 U-17 축구 국가대표팀의 주장을 맡았다. 2013년 UEFA U-19 여자 축구 선수권 대회 예선에서는 네덜란드 여자 U-19 축구 국가대표팀의 주장을 맡았고 2014년 UEFA U-19 여자 축구 선수권 대회에서 네덜란드의 우승에 기여했다.
2014년에는 키프로스컵에 참가한 네덜란드 여자 축구 국가대표팀에 소집되었고 2014년 3월 5일에 열린 오스트레일리아와의 경기에서 처음으로 교체 출전했다. 2차례의 FIFA 여자 월드컵(2015년, 2019년), 1차례의 UEFA 유럽 여자 축구 선수권 대회(2017년)에 참가했다. UEFA 여자 유로 2017에서는 네덜란드의 우승에 기여했고 2019년 FIFA 여자 월드컵에서는 네덜란드의 준우승에 기여했다.

## 개인 생활
도미니크 얀선은 2018년에 미국 출신의 남편인 브랜던 블러드워스(Brandon Bloodworth)와 결혼하면서 자신의 성씨를 남편의 성씨에 맞춰서 바꿨다. 브랜던 블러드워스는 과거에 4년 동안 아프가니스탄에 주둔한 미국 공군에서 복무한 이력을 갖고 있으며 잉글랜드 런던에서 도미니크 얀선을 처음 만났다. 하지만 2020년에 블러드워스와 헤어지면서 자신의 성씨도 원래 성씨로 바꿨다.

## 수상

### 클럽
아스널
- FA 여자컵 1회 우승 (2015-16)
- FA WSL컵 2회 우승 (2015, 2017-18)
- FA 여자 슈퍼리그 1회 우승 (2018-19)

### 국가대표
네덜란드 U-19
- 2014년 UEFA U-19 여자 축구 선수권 대회 우승

네덜란드
- UEFA 여자 유로 2017 우승
- 2018년 알가르브컵 우승
- 2019년 FIFA 여자 월드컵 준우승